# Borča

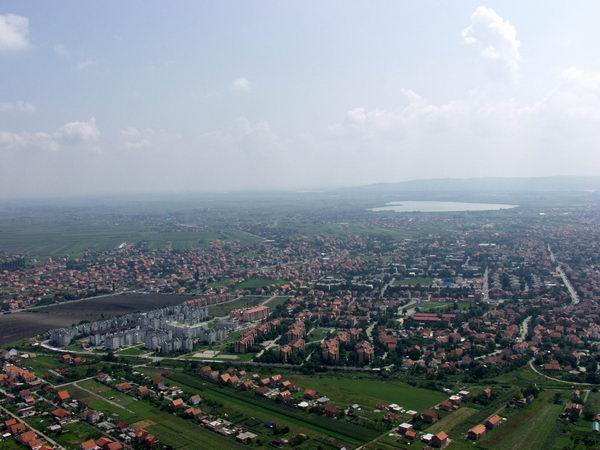

Borča (Servisch: Борча) is een stad in de gemeente Palilula in het district Belgrado in Centraal-Servië. In 2002 telde de stad 35.150 inwoners.